# Väinö Tanner
För andra betydelser, se Väinö Tanner (geograf).
Väinö Alfred Tanner, ursprungligen Thomasson, född 12 mars 1881 i Helsingfors, död 19 april 1966 i Helsingfors, var en finländsk socialdemokratisk politiker. Han räknas som en av Finlands mest inflytelserika politiker under 1900-talets första hälft.

## Biografi
Tanner kom från anspråkslösa förhållanden, men hade ändå möjlighet att studera. Fadern var järnvägsarbetare, och fram till 14 års ålder hette Tanner Thomasson i efternamn. Han avlade studentexamen år 1900, och efter en examen i juridik erhöll han titeln domare år 1911. Tanner arbetade även som journalist. Tanner, som studerat kooperation i Tyskland, gjorde karriär inom den finska kooperationen. Han var andelshandelsföreståndare i Åbo 1903 och utsågs till vd för Elanto i Helsingfors 1915; han kom att stanna på vd-posten fram till 1956. Tanner var även ordförande i Internationella kooperativa alliansen (ICA) 1927–1945.
År 1907 valdes Tanner in i lantdagen och ansågs redan då tillhöra socialdemokraternas högerflygel. Han förordade samarbete med de moderata borgerliga.
Under det finska inbördeskriget var Tanner relativt passiv politiskt. Han delade inte de röda truppernas radikala och revolutionära samhällsuppfattning. Efter kriget valdes Tanner till SDP:s ordförande, en post som han kom att besitta åren 1918–26 och 1957–63.
Åren 1926–27 fungerade Tanner som statsminister. Under sin långa karriär hann han också fungera som finansminister (1937–39, 1942–44) samt utrikesminister (1936–37), och efter vinterkriget som folkförsörjningsminister (1940) och handels- och industriminister (1940–42).
Efter fortsättningskriget dömdes Tanner till fängelse, liksom många andra så kallade krigsansvariga, till exempel Risto Ryti. Rättegången genomfördes efter krav från de allierade segermakterna. Tanner frigavs redan 1948 och återvände omedelbart till politiken.
Under hans andra period som partiordförande splittrades partiet, när Emil Skog, Tanners företrädare på partiordförandeposten, ledde en oppositionell falang som så småningom bröt sig ut och bildade ett nytt parti, Arbetarnas och småbrukarnas socialdemokratiska förbund. 1962 lämnade Tanner riksdagen, och ett år senare valdes Rafael Paasio till hans efterträdare som partiordförande.
Tanner kom att bli känd som en stark förespråkare för parlamentarism och demokrati. På senare år har uppskattningen av Tanner vuxit till nya höjder. Många ledande socialdemokrater, bland dem tidigare statsministern Paavo Lipponen, nämner Tanner som en viktig förebild.
Han är begravd på Sandudds begravningsplats i Helsingfors.